# Luigi Marras
Luigi Marras (Cagliari, 11 agosto 1922 – Terni, 3 settembre 2008) è stato uno scultore italiano.

## Biografia
Nato a Cagliari, giovanissimo si trasferisce a Terni per entrare come insegnante all'Istituto Magistrale "Francesco Angeloni". Celebre per le sue opere in bronzo caratterizzate da grande plasticità, Marras ha realizzato anche varie opere pubbliche nella città di Terni: la scultura dal titolo "Mater et magistra" (posizionata nel cortile della scuola media De Filis) ed il grande fregio in ceramica sulla facciata dell'Istituto magistrale.